# Рід-Гоуп (Техас)
Рід-Гоуп (англ. Reid Hope King) — переписна місцевість (CDP) в США, в окрузі Камерон штату Техас. Населення — 667 осіб (2020).

## Географія
Рід-Гоуп розташований за координатами 25°55′17″ пн. ш. 97°24′53″ зх. д. / 25.92139° пн. ш. 97.41472° зх. д. (25.921299, -97.414769).  За даними Бюро перепису населення США в 2010 році переписна місцевість мала площу 0,77 км², з яких 0,73 км² — суходіл та 0,04 км² — водойми.

## Демографія
Згідно з переписом 2010 року, у переписній місцевості мешкало 786 осіб у 216 домогосподарствах у складі 192 родин. Густота населення становила 1021 особа/км².  Було 245 помешкань (318/км²).
Расовий склад населення:
| - 88,4 % — білих - 0,4 % — чорних або афроамериканців - 10,6 % — осіб інших рас |

До двох чи більше рас належало 0,6 %. Частка іспаномовних становила 97,7 % від усіх жителів.
За віковим діапазоном населення розподілялося таким чином: 34,0 % — особи молодші 18 років, 56,6 % — особи у віці 18—64 років, 9,4 % — особи у віці 65 років та старші. Медіана віку мешканця становила 28,9 року. На 100 осіб жіночої статі у переписній місцевості припадало 93,1 чоловіків;  на 100 жінок у віці від 18 років та старших — 83,4 чоловіків також старших 18 років.
Середній дохід на одне домашнє господарство  становив 18 202 долари США (медіана — 20 660), а середній дохід на одну сім'ю — 18 202 долари (медіана — 20 660). За межею бідності перебувало 58,8 % осіб, у тому числі 79,1 % дітей у віці до 18 років та 0,0 % осіб у віці 65 років та старших.
Цивільне працевлаштоване населення становило 168 осіб. Основні галузі зайнятості: освіта, охорона здоров'я та соціальна допомога — 42,3 %, будівництво — 19,0 %, науковці, спеціалісти, менеджери — 17,9 %.